# Fuchs-Kreuzkraut-Blütenspanner
Der Fuchs-Kreuzkraut-Blütenspanner (Eupithecia expallidata) ist ein Schmetterling (Nachtfalter) aus der Familie der Spanner (Geometridae). Der Artname bezieht sich auf das lateinische Wort expallidus mit der Bedeutung „sehr blass“ und bezieht sich auf die Färbung der Falter.

## Merkmale

### Falter
Die Flügelspannweite der Falter beträgt 20 bis 28 Millimeter. Die Grundfarbe sämtlicher Flügel ist überwiegend hellgrau, zuweilen leicht violett braun überstäubt. Auf der Vorderflügeloberseite befinden sich am Vorderrand einige schwärzliche Flecke. Ein langgestreckter schwarzer Diskoidalfleck hebt sich mehr oder weniger deutlich ab. Die Fransen der Flügel sind leicht gescheckt. Der Hinterleib zeigt eine dunkelbraune Sattelzeichnung.

### Raupe
Ausgewachsene Raupen sind glatt und gestreckt. Sie haben eine grünliche oder gelbliche Farbe und zeigen auf dem Rücken eine analwärts gerichtete dunkelbraune Winkelzeichnung.

### Ähnliche Arten
Beim Kreuzkraut-Blütenspanner (Eupithecia absinthiata) ist die Grundfarbe der Flügel bei frisch geschlüpften Exemplaren hell rötlich braun. Die Fransen sind nicht gescheckt.

## Verbreitung und Vorkommen

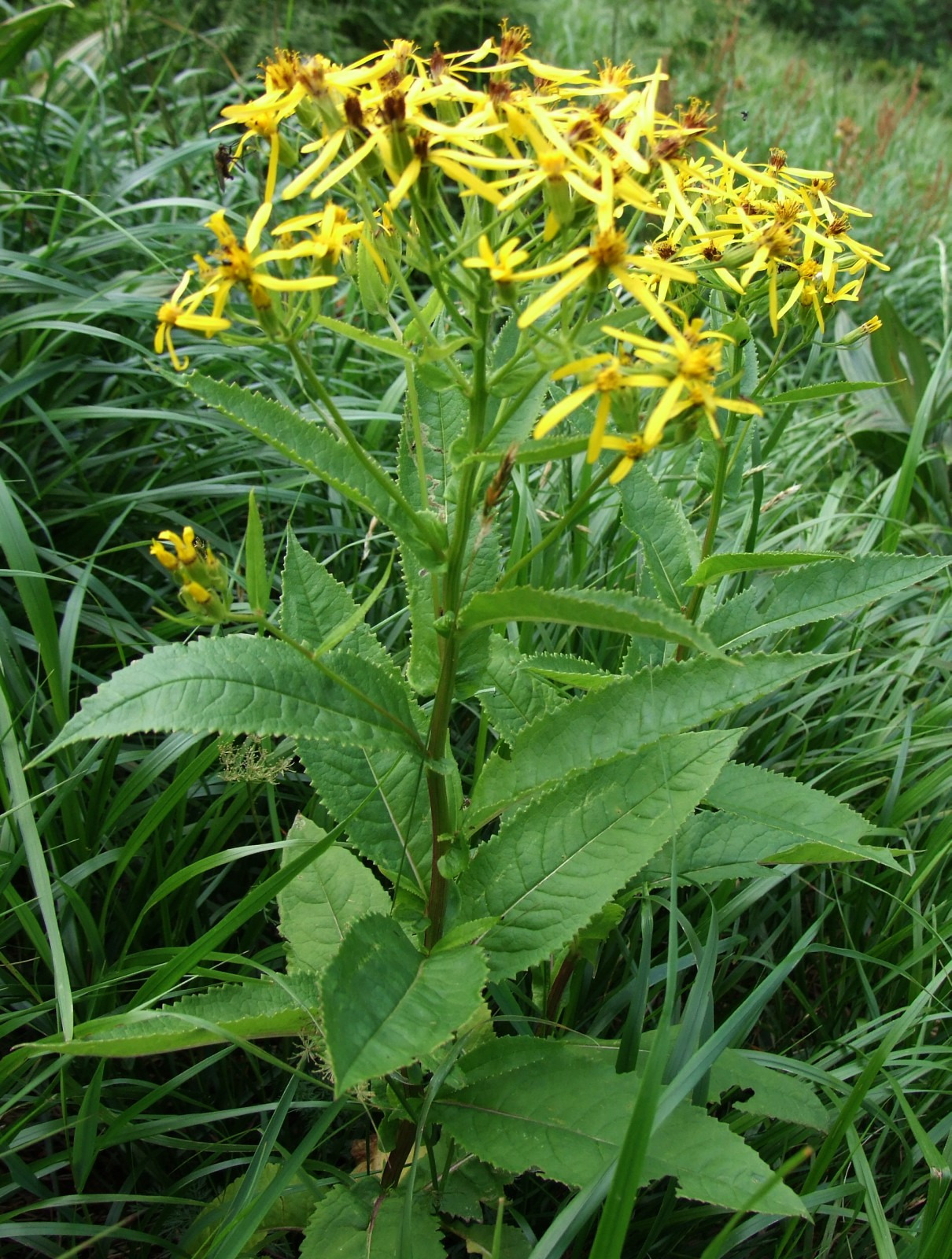
Fuchskreuzkraut, eine Nahrungspflanze der Raupen

Das Verbreitungsgebiet des Fuchs-Kreuzkraut-Blütenspanners erstreckt sich von Westeuropa bis Russland und vom südlichen Fennoskandinavien bis in die nördlichen Gebiete der Mittelmeerländer. Die Art  kommt gebietsweise jedoch nur vereinzelt vor. In den Alpen steigt sie bis in Höhen von 1600 Metern. Sie besiedelt in erster Linie schattige Wälder, Waldränder, Lichtungen und buschige Parklandschaften.

## Lebensweise
Die nachtaktiven Falter erreichen ihre Hauptflugzeit in den Monaten Juli und August. Sie besuchen künstliche Lichtquellen. Als Nahrungsquelle dienen den Faltern zuweilen die Blüten der Kanadischen Goldrute (Solidago canadensis). Die im September und Oktober lebenden Raupen ernähren sich von den Blüten und Früchten von Kreuzkräutern (Senecio) sowie von Goldruten (Solidago), in erster Linie von Gewöhnlicher Goldrute (Solidago virgaurea) und Fuchskreuzkraut (Senecio ovatus). Die Raupen werden oft von Schlupfwespen (Ichneumonidae) angestochen. Die Art überwintert im Puppenstadium, gelegentlich zweimal.

## Gefährdung
Der Fuchs-Kreuzkraut-Blütenspanner kommt in Deutschland lokal und in unterschiedlicher Häufigkeit vor. Er ist auf der Roten Liste Deutschland als ungefährdet eingestuft.